# 月江寺駅
月江寺駅（げっこうじえき）は、山梨県富士吉田市緑ケ丘一丁目にある、富士山麓電気鉄道富士急行線の駅である。駅番号はFJ15。

## 歴史
- 1931年（昭和6年）10月1日：富士山麓電気鉄道の駅として開業。
- 1960年（昭和35年）5月30日：社名変更により富士急行の駅となる。
- 2017年（平成29年）6月29日：駅舎改修によるバリアフリー化。
- 2022年（令和4年）4月1日：富士急行の鉄道事業分割に伴い、富士山麓電気鉄道の駅となる[1]。

## 駅構造
単式ホーム1面1線の地上駅。業務委託駅である。駅舎は東側にあり、簡易Suica改札機を設置している。

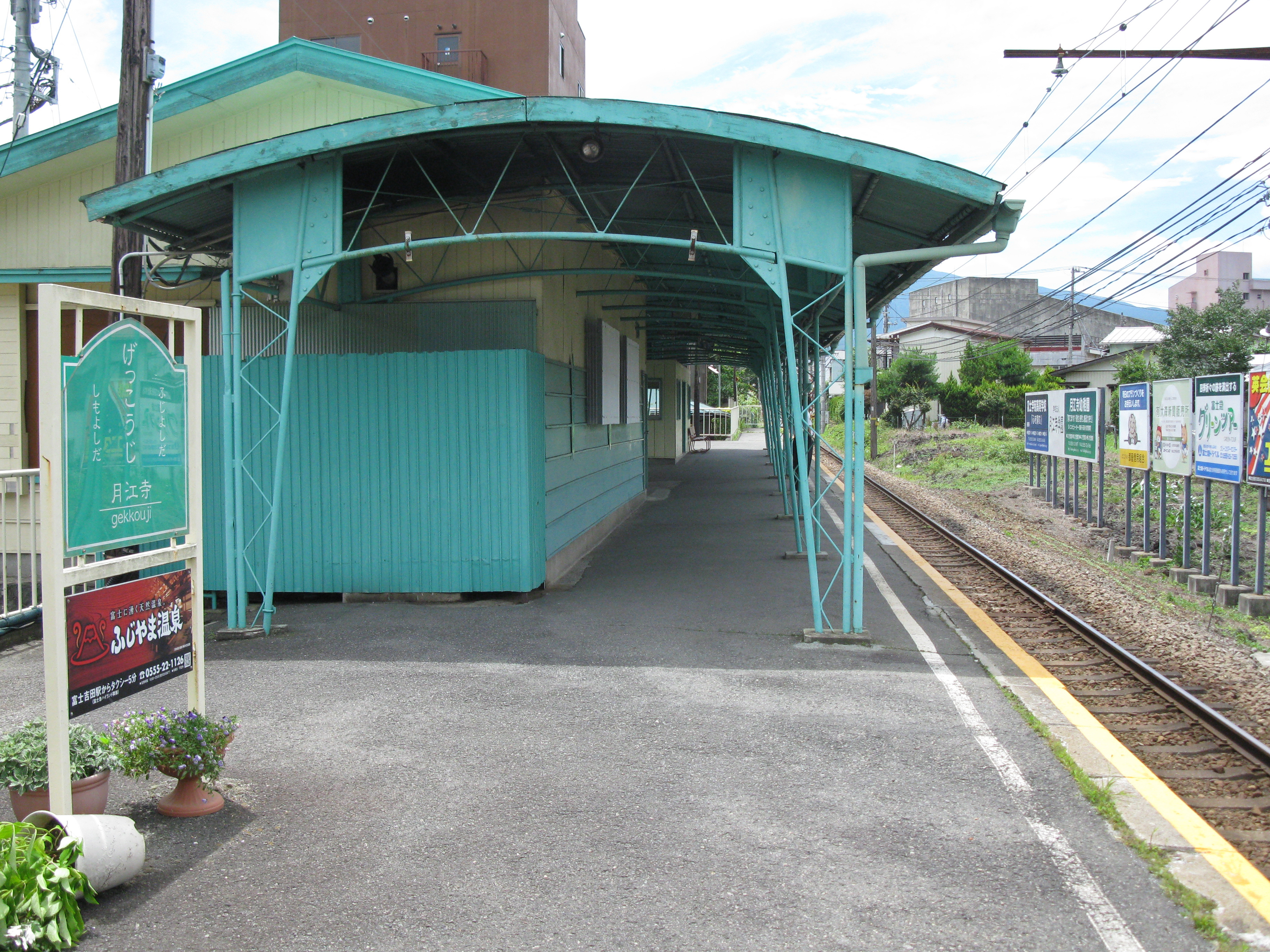
ホーム（2009年7月）

## 利用状況
2021年度（令和3年度）の1日平均乗降人員は457人である。
近年の年間乗車人員、乗降人員の推移は以下のとおり。。
| 年度   | 年間 乗車人員 | 年間 乗降人員 | 一日平均 乗降人員 |
| ------ | ------------- | ------------- | ----------------- |
| 2002年 | 94,996        | 208,720       |                   |
| 2003年 | 110,826       | 217,748       |                   |
| 2004年 | 108,986       | 215,378       |                   |
| 2005年 | 116,664       | 234,538       |                   |
| 2006年 | 116,876       | 230,673       |                   |
| 2007年 | 118,763       | 236,579       |                   |
| 2008年 | 115,287       | 228,749       |                   |
| 2009年 | 112,063       | 224,969       |                   |
| 2010年 | 95,381        | 195,794       |                   |
| 2011年 | 96,837        | 191,907       |                   |
| 2012年 | 93,823        | 195,693       |                   |
| 2013年 | 100,338       | 208,565       | 571               |
| 2014年 | 101,646       | 209,315       | 573               |
| 2015年 | 101,250       | 210,775       | 576               |
| 2016年 | 102,494       | 209,117       | 573               |
| 2017年 | 106,048       | 216,557       | 593               |
| 2018年 | 109,991       | 223,798       | 613               |
| 2019年 | 105,858       | 213,746       | 584               |
| 2020年 | 78,468        | 160,377       | 439               |
| 2021年 | 83,086        | 166,865       | 457               |

## 駅周辺
単線の線路が住宅地の間を通り抜ける。駅前の通りに商店街がある。通りは公園橋で宮川を渡り、駅から約500メートルで国道139号と交差する。さらに進むと富士吉田市役所があるが、そこまでは1キロメートル以上離れている。北東そばに富士学苑中学校・高等学校があり、その隣に月江寺と月江寺池公園がある。
- 富士吉田市立下吉田第二小学校
- 富士吉田市立下吉田中学校
- 富士吉田簡易裁判所
- 富士吉田市役所
- 富士吉田市立図書館
- 富士吉田文化服装学院
- 富士吉田ユースホステル
- テレビ山梨富士吉田支局
- ヤマダ電機富士吉田店
- セルバ 富士吉田店

## バス路線
富士急バス（タウンスニーカー）の「月江寺駅前」停留所は駅を出て中央通りを少し歩き、右折した先の道路上にある。また、「中央通り」停留所は中央通りを歩いて左折した先の国道139号上にある。
月江寺駅前
- 熊穴・新倉循環（右回り）：富士山駅
- 熊穴・新倉循環（左回り）：警察署前・熊穴団地・市立病院・富士山駅方面

中央通り
- 中央循環（右回り）：下吉田駅・市役所前・市立病院・富士山駅方面
- 上暮地・明見循環（右回り）：原・白糸町・寿駅前・向原・市立病院方面
- 中央循環（左回り）・上暮地・明見循環（左回り）：富士山駅方面

## 隣の駅
富士山麓電気鉄道
■富士急行線
下吉田駅 (FJ14) - 月江寺駅 (FJ15) - 富士山駅 (FJ16)